# Turpin Bannister
Turpin Chambers Bannister (* 1904 in Lima, Ohio; † 15. März 1982 in Williston, Florida) war ein amerikanischer Architekturhistoriker. Er lehrte lange Jahre an der University of Illinois und der University of Florida.

## Leben
Bannister graduierte 1925 als B.A. an der Denison University in Granville (Ohio) und erwarb 1928 ein Master’s Degree an der Columbia University. Von 1932 bis 1944 lehrte er am Rensselaer Polytechnic Institute. Während der Weltwirtschaftskrise nahm er Teil an Projekten der Works Projects Administration (WPA).
Bannister war einer der Initiatoren, die während der Harvard Summer Session 1938 die Gründung eines Verbandes der Architekturhistoriker anregten. Er wurde am 31. Juli 1940 zum ersten Präsidenten der heutigen Society of Architectural Historians gewählt, deren Zeitschrift er viele Jahre hindurch leitete.
Bannister schloss seine Studien 1944 an der Fakultät für Architektur in Harvard mit dem Ph.D. ab. Nach vier Jahren in Alabama begann er 1948 an der University of Illinois in Urbana als Professor der Architektur zu unterrichten. Nach zehn Jahren wechselte er über zur University of Florida, erlitt aber 1965 einen Schlaganfall.
Der begeisterte „Fraternity man“ war Mitglied zahlreicher Studenten- und Berufsvereinigungen. Er publizierte häufig und zu einer Vielzahl von Themen.

## Schriften
- An introduction to architecture (1937)
- Iron and architecture: A study in building and invention from Ancient Times to 1700 (1944)
- One hundred books on architecture (1945)
- The architecture of the octagon in New York State (1945)
- Modern architecture: A syllabus of buildings illustrating the development of architecture since the mid-eighteenth century (1957)
- Medieval architecture: A syllabus of buildings illustrating the development of European architecture from the fourth through the fifteenth centuries (1959)
- Oglethorpe's sources for the Savannah plan (1961)
- The Constantinian basilica of Saint Peter at Rome (1968)